# Аварський каганат

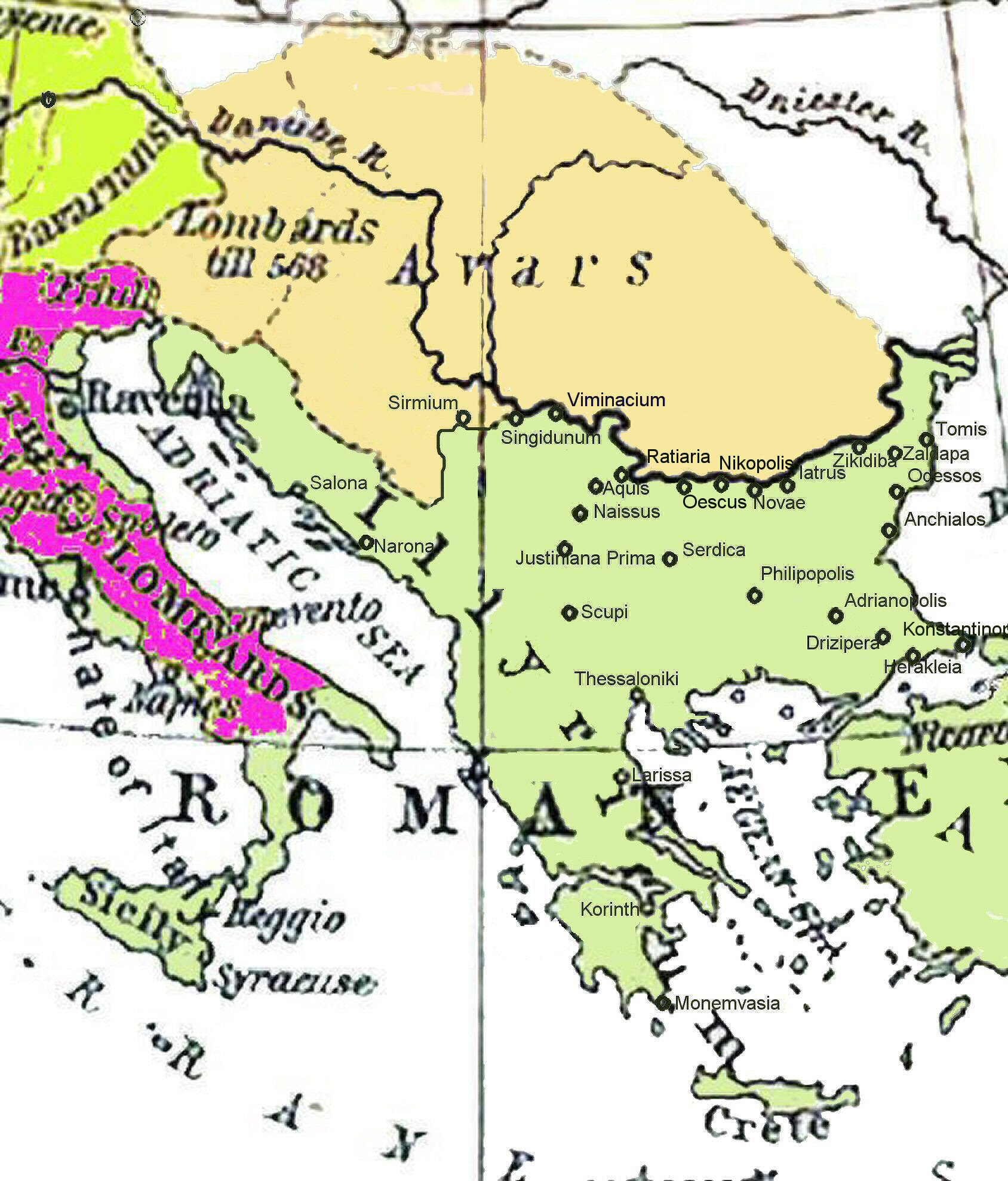
Історична мапа Балкан між 582 та 612 роками

Аварський каганат — племінне об'єднання типу «варварських імперій». Також відомі як псевдо-авари або євразійські авари. Племена цього каганату мешкали у Північному Причорномор'ї на теренах сучасної України та Придоння, пізніше перекочувавши на захід в колишні римські провінції Дакію та Паннонію, де і створили свій каганат. Сусідили з державами антів, гунів, булгар, кутригурів, оногурів.

## Історія
Історію аварського каганату зазвичай починають з 567 року. Очолив державу видатний полководець каган Баян. Паннонія стала центром каганату, де була збудована система «хрінгів» — фортець, які складалися з концентричних кіл укріплень. Точних та постійних кордонів каганат не мав. З Панонії авари постійно нападали на слов'ян, франків, лангобардів та інші племена, а також на Візантію.

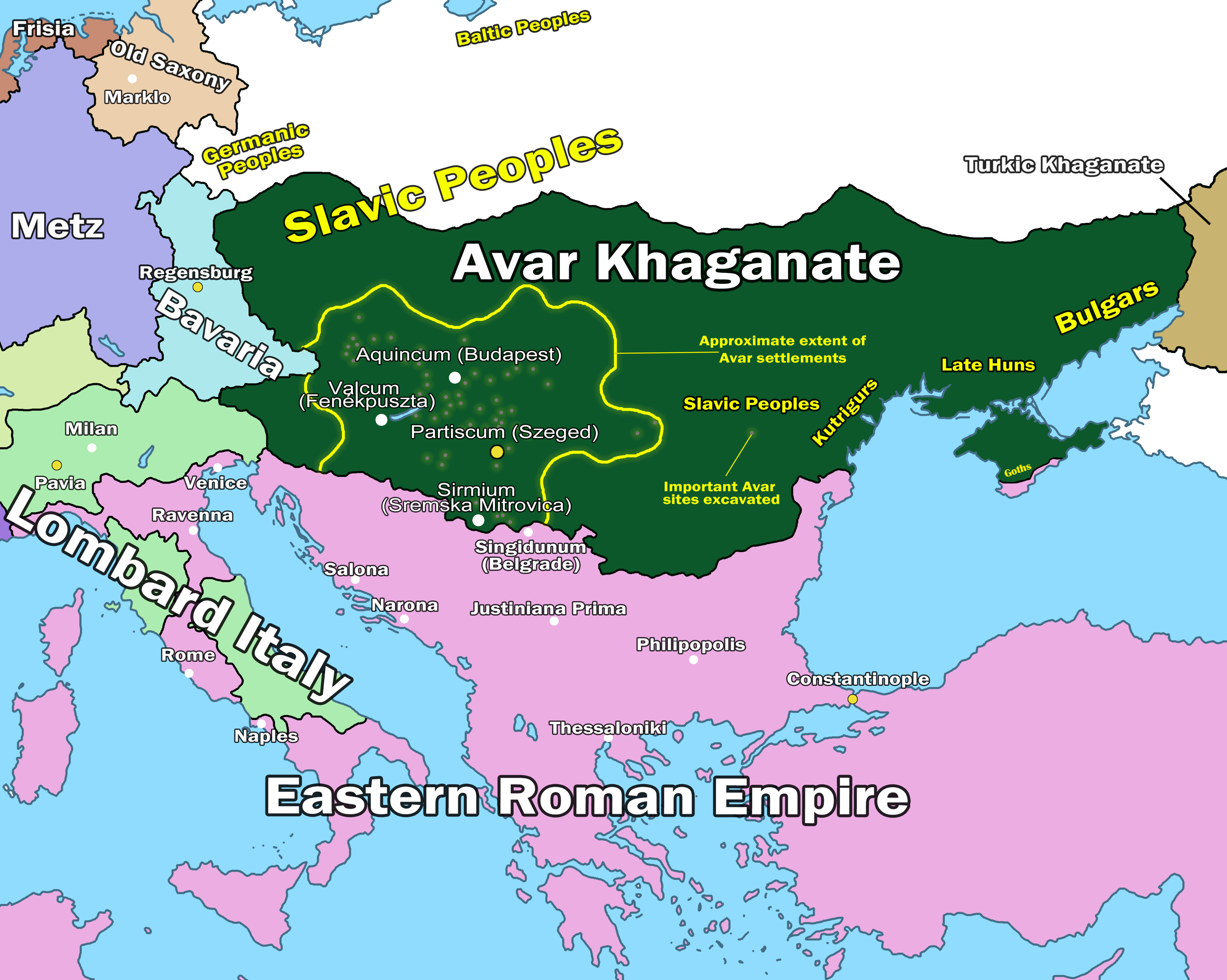
Аварський каганат, 602 р.

Аварський князь Сародіус виступав на дипломатичних переговорах, як посередник між псевдо-аварськими кочовиками на чолі з каганом Кандіком та візантійським імператором Юстиніаном I в 557 році. Дипломатична допомога Сародіуса сприяла тому, що привела до угоди між тюркам та імператором Маврикієм у 598 році, щоб підтримати правителя Санділа.
|thumb|290px|
З 70-х років VI століття авари почали систематичні вторгнення у Візантію, завдали їй ряд поразок та змусили платити данину, яка після спустошливого набігу на Далмацію та Іллірію в 583 році досягла 120 тисяч солідів (за Феофаном). У 587 році Баян спустошив Мезію, зруйнував Доростол (Силистрія), Сінгідун (на Дунаї), Маркіанополь (на західному узбережжі Чорного моря). Значні вторгнення аварів на Балкани відбувалися в 592, 598 та в наступні роки. У цей період до складу Аварської держави входила територія Закарпатської області.
Сародіус виступав на дипломатичних переговорах як посередник між псевдо-аварськими кочовиками на чолі з каганом Кандіком та візантійським імператором Юстиніаном I 557 року, а потім знову між ними та Юстином II 569 року. Історичні свідчення вказують, що Сародіус насправді був із ефталітів (народність Персії) і, мабуть, не мав права використовувати назву аварського кагана.
Дипломатична допомога Сародіуса сприяла тому, що привела до угоди між тюрками та імператором Маврикієм 598 року, щоб підтримати правителя Санділа.

## Зникнення аварів

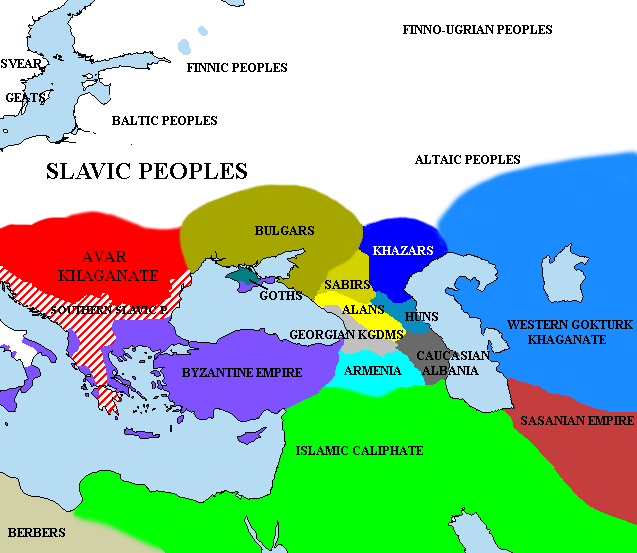
Мапа Північного Причорномор'я у 650 році н. е.

Перетворивши залишки аварів у своїх васалів і поставивши на чолі їх похрещеного кагана, франки надали їм, в межах Східної марки, частину області, з центром близько Саварії (нині м. Сомбатхей, що належить зараз Угорщині). Незабаром сюди стали проникати хорутани. Їх натиск був настільки інтенсивним, що в 811 р. франки виявилися змушеними виступити на захист аварів. Останній раз як окреме плем'я, що знаходилося у васальній залежності від франків, авари згадуються в джерелах, датованих 822 р. Через шість років, у ході адміністративних реформ Франкської держави, вони були перетворені в королівських підданих.
У 899 р. Паннонію захоплюють угорці, з якими зливаються залишки авар.
Широко відомий вислів руського літопису — «Погибоша акі обри (Обре)»; так говорять про що-небудь загибле, безслідно зникле. Сенс цієї приказки — караюча рука Господа в змозі віддати належне і таким, здавалося б, непереможним, гордовитим і задоволеним своєю безкарністю людям як авари:
|                         | Быша бо Обърѣ тѣломъ велици и умомъ горди, и Богъ потреби я, помроша вси, и не остася ни единъ Объринъ; есть притъча на Руси и до сего дне: погибоша аки Обрѣ |
| — Повість врем'яних літ | |

## Етнічний склад
Аварський каганат був поліетнічною державою. На даний момент в історіографії існують три основні точки зору на етногенез авар: вони монголомовний етнос — сяньбі або жужани; вони переважно іраномовний етнос — хіонити, який жив у Приараллі, і об'єднався з уграми. Згадуються Амміаном Марцеллін в IV ст. н. е. вони тюркомовний етнос. При цьому всі теорії допускають можливий вплив різних етнічних елементів і згодні в тому, що авари, в будь-якому випадку, не являли собою однорідне плем'я і в міру просування по Європі відчували сильний вплив тюркомовних племен.

## Володарі Аварського каганату
Європейський Аварський каганат
- до 552? — Шауш
- 552? — 562/558 — Кандлік
  - Заберхан
- 562–602 — Баян І
- 602–617 — Баян ІІ
- 617–630 — правління синів кагана Баяна І
  - Орхан
  - Невідомі кагани

- 677–? Кувер Чаган 
  - Невідомі кагани
- 805 року, напередодні франкського розгрому, аварів очолив тудун Кажд, який згодом взяв ім'я Теодорус.
- 810 — Авраам
- 835 — Ісаак.

| Історія | Це незавершена стаття з історії. Ви можете допомогти проєкту, виправивши або дописавши її. |